# Polycarpa porculus
Polycarpa porculus är en sjöpungsart som beskrevs av Monniot 1979. Polycarpa porculus ingår i släktet Polycarpa och familjen Styelidae.
Artens utbredningsområde är Norra Ishavet. Inga underarter finns listade i Catalogue of Life.